# Saisimentum
Le Saisimentum ou Saisimentum comitatus Tholosani (latin médiéval) est l'acte de saisie ou de prestation de serment du comté de Toulouse et de ses dépendances (Agenais, Languedoc) en 1271 pour le roi de France Philippe III le Hardi lors de la mort d'Alphonse de Poitiers parti en croisade.
L'état détaillé des dépendances du comté y figure et a joué un rôle important dans le Midi de la France au Moyen Âge.